# Chtchedryk
Sonnent les cloches
Chtchedryk (Щедрик en ukrainien ; Sonnent les cloches en français ; Carol of the Bells en anglais) est un chant composé au début du XXe siècle par le compositeur ukrainien Mykola Léontovytch.

## Composition

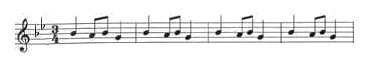
Motif mélodique de Chtchedryk.

Chtchedryk est un chant composé par le compositeur ukrainien Mykola Léontovytch en 1914, interprété pour la première fois dans la nuit du 13 janvier 1916 pour célébrer le Nouvel an selon le calendrier julien,.
Ses paroles évoquent « l'abondance et la générosité d'un Nouvel An heureux qui préfigure l'arrivée du printemps ».
Chtchedryk trouve son origine dans un chant traditionnel ukrainien et est construit autour d'un ostinato mélodique de quatre notes, à 
, le plus souvent battu à la mesure dans un tempo rapide. Les parties vocales graves font résonner un motif de cloche, évoquant un caractéristique « ding, dong ».
C'est un choral chanté originellement a cappella et couramment assimilé, depuis que le compositeur américain d'origine ukrainienne Peter Wilhousky (en) a écrit en 1936 de nouvelles paroles — sous le titre de Carol of the Bells — sur la mélodie de Léontovytch, à un chant de Noël. Comme tel, il est devenu très populaire, notamment depuis son utilisation dans les films Maman, j'ai raté l'avion ! ou Sur les traces du Père Noël,.

## Paroles
| Texte original | Transcription | Traduction |
| --- | --- | --- |
| Ще́дрик, щедри́к, ще́дрівочка, При́летіла ла́стівочка, Ста́ла собі́ ще́бетати, Го́сподаря ви́кликати: «Вийди, вийди, господарю, Подивися на кошару, - Там овечки покотились, А ягнички народились. В тебе товар весь хороший, Будеш мати мірку грошей, Хоч не гроші, то полова, В тебе жінка чорноброва.» Щедрик, щедрик, щедрівочка, Прилетіла ластівочка. | Chtchedryk chtchedryk, chtchedrivotchka, Prýletila lástivotchka, Stála sobí chtchébetaty, Hóspodarya výklykaty: «Vyïdy, vyïdy, hospodaryou, Podyvysya na kocharou, - Tam ovetchky pokotylysʹ, A yahnytchky narodylysʹ. V tebe tovar vesʹ khorochyï, Boudechʹ maty mirku hrocheï, Khotch ne hrochy, to polova, V tebe jinka tchornobrova.» Chtchedryk chtchedryk, chtchedrivotchka, Pryletila lastivotchka. | Abondant, abondant, chant de Nouvel An, Une petite hirondelle est entrée Et a commencé à gazouiller Pour appeler le maître : « Viens, viens, maître, Regarde l'enclos à moutons, Là les agneaux se blottissent Et les agnelets sont nés. Puisque tu as du bon bétail, Tu auras beaucoup d'argent, Si pas d'argent, alors de la glume. Tu as une belle épouse aux sourcils noirs. » Abondant, abondant, chant de Nouvel An, Une petite hirondelle est entrée. |

## Utilisation dans les médias
- Ce chant a été popularisé mondialement grâce au film Maman, j'ai raté l'avion ![1].
- Dans l'épisode musical de Noël de South Park intitulé Les Chants de Noël de Monsieur Hankey (3-15), monsieur Mackey interprète Sonnent les cloches.
- Le groupe de metalcore américain August Burns Red a repris ce chant et il fut utilisé pour les bandes-annonces du film The Spirit.
- Il est utilisé à plusieurs reprises dans l'épisode des Simpson intitulé La Bataille de Noël (22-8).
- Il est utilisé à travers un ancien jouet d'enfant dans la série Les 100 (2-6).
- Il est utilisé en tant que thème du Joker dans le jeu vidéo Batman: Arkham Origins (2013).
- On entend également un très bref extrait de ce chant au tout début du film La famille Addams (1992), juste avant le chant Fa la la la (Deck the Halls).
- La musique est utilisée dans la bande-annonce du film Black Christmas, réalisé par Sophia Takal.
- Dans le film Mise à mort du cerf sacré réalisé par Yórgos Lánthimos, une chorale chante Carol of the Bells.
- Dans le jeu vidéo Brawl Stars, cette musique est utilisée comme thème dans l’évènement spécial des fêtes brawl obscures.
- Le titre est utilisé dans la série Umbrella Academy, à la fin de l'épisode 2 « Jean et Gene » de la saison 4.
- Le chant est retrouvé dans l'épisode 1 de la saison 15 de Doctor Who.